# الجني المجنح

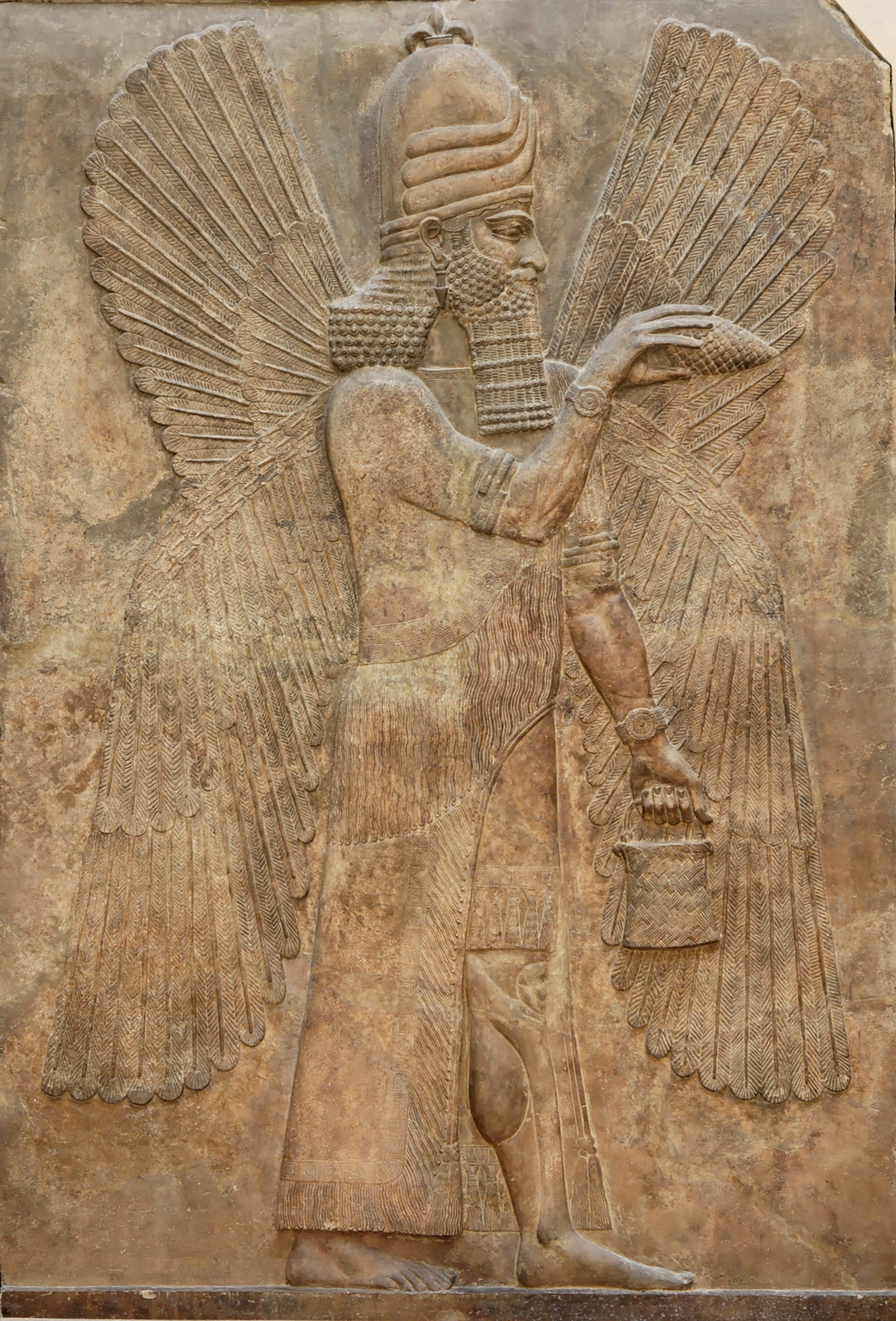
جني ذو أربعة أجنحة يمسك بدلو و كوز في يديه .يبرز من الجدار الشمالي لقصر الملك سرجون الثاني في دور شروكين ، 713-716 قبل الميلاد.

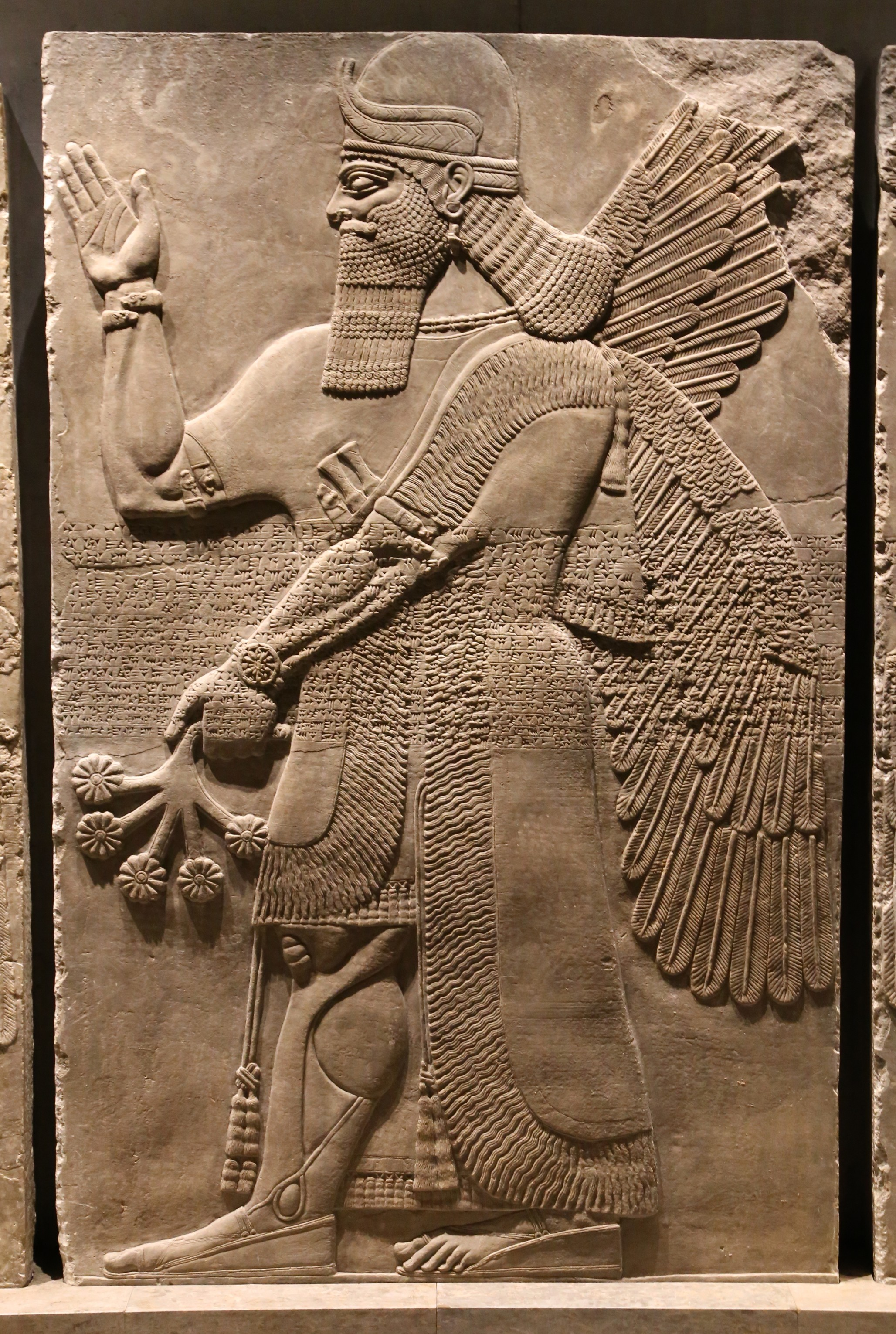
جني مجنح ، حوالي عام 870 قبل الميلاد، مع كتابة منقوشة على جانبه

الجني المجنح هو مصطلح تقليدي لعنصر متكرر في أيقونيات التماثيل الآشورية . عادةً ما تكون الجينات المجنحة عبارة عن شخصيات ملتحية من الذكور . وجود هذه الأيقونات هو سمة تعود إلى الظهور في الفن الآشوري القديم ، وتظهر بشكل بارز في القصور أو أماكن الملوك. أبرز مكانان كان فيهما تماثيل الجني المجنح كانا قصر آشور ناصربال الثاني في النمرود (كالح) و قصر سرجون الثاني في دور شروكين .

## الأصل
لقد تم تفسير جميع هذه الجنيات على إنها كائنات سابقة لعهد الطوفان أو أبكالو في اللغة الأكادية. لقد كانوا كائنات موجودة خلال الجيل الإلهي من الإنسانية. كانت هذه الكائنات مرتبطة ارتباطاً وثيقاً بالرب إنكي. خلال العصر العشري كانت الإنسانية «مغطاة» أو أسير إليها بالفيضان الكبير، وكان السكان يتطهرون ويجوبون الأرض كجنين غير مرئي. هناك أيضاً إشارات أخرى إلى أبكالو على أنها كائنات بشرية مَنفية تم إرسالها إلى أبزو ، وهو مجال المياه العذبة تحت سطح الأرض من إنكي (Enki / Ea) بواسطة مردوخ (Marduk) الإله الحاكم.